# Watari Kakei
Watari Kakei (japanska: 掛井亘?, Kakei Watari), född 1947, är en japansk astronom.
Han var verksam vid Nihondaira-observatoriet i Shizuoka.
Minor Planet Center listar honom som W. Kakei och som upptäckare av 3 asteroider.

## Asteroider upptäckta av Watari Kakei
| 4094 Aoshima [A]                                          | 26 augusti 1987  |
| 5513 Yukio [A][B]                                         | 27 november 1988 |
| (7574) 1989 WO1 [A][B]                                    | 20 november 1989 |
| Upptäckt tillsammans med: A Minoru Kizawa B Takeshi Urata |                  |